# Petey Williams
Peter (Petey) Williams (nascido em 26 de agosto de 1981, em Windsor, Ontário, Canadá) é um wrestler profissional canadiano, que atualmente trabalha para Total Nonstop Action Wrestling, onde já conquistou por 2 vezes o TNA X Division Championship.
Williams foi um dos membros do Team Canada, onde ficou até 2006. Ele é facilmente reconhecido pela sua gimmick de O destruidor Canadiano.

## Carreira
Williams é treinado pelo gordo Scott D'Amore e fez a sua estréia em 23 de janeiro de 2002, no BCW, circuito independente de wrestling situado no Canadá. O sucesso foi grande que ele conquistou dois títulos diferentes (um deles em duplas) e foi para a Total Nonstop Action Wrestling (TNA).
Ele fez o seu princípio (debut) em 25 de fevereiro de 2004, substituindo Teddy Hart como o "capitão" do Team Canada.
Em 11 de agosto de 2004, Williams sai como o campeão de um battle royal de vinte pessoas e conquista o TNA X Division Championship, título que voltaria a conquistar em 15 de abril de 2008.
Em janeiro de 2009 foi demitido pela TNA.

## Finishers Moves
- Canadian Destroyer
- Sharpshooter

### Ataques Secundarios
- Diving hurricanrana
- Moonsault slam
- Tornado DDT
- Frankensteiner
- Cradle DDT
- Hammerlock camel clutch
- Leg lariat
- Enzuigiri
- Double underhook piledriver
- Dragon sleeper
- Sitout wheelbarrow facebuster
- Diving elbow drop
- Fujiwara armbar

## Títulos e prêmios
- Alliance Championship Wrestling

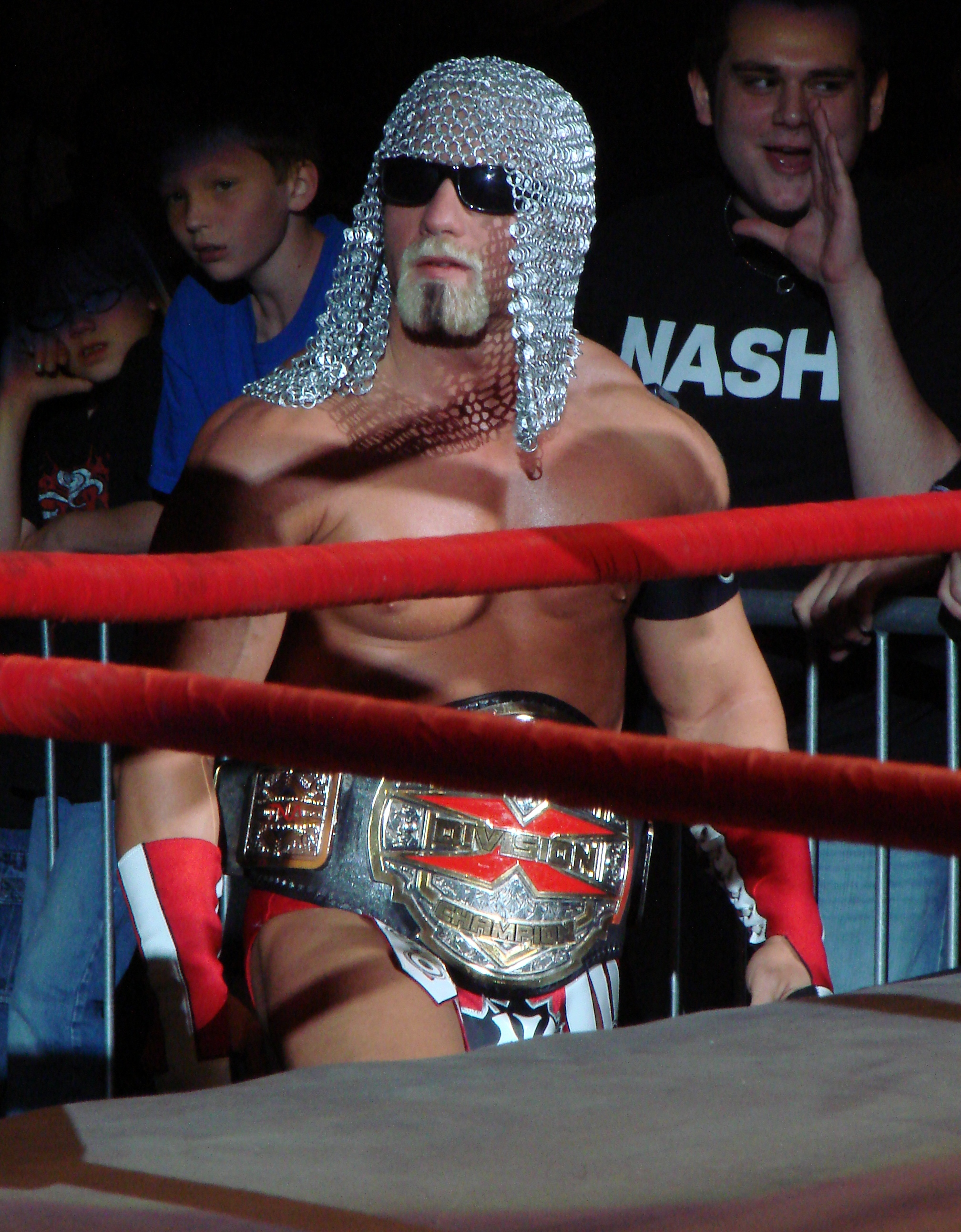
Williams com o TNA X Division Championship.

  - ACW Junior Heavyweight Championship (1 vez)
- Border City Wrestling
  - BCW Can-Am Tag Team Championship (1 vez) -  com Robert Roode [2]
  - BCW Can-Am Television Championship (1 vez)
- East Coast Wrestling Association
  - Super 8 Tournament ([2005)
- Elite Wrestling Revolution
  - EWR Heavyweight Championship (2 vezes)
- Power Wrestling Alliance
  - PWA Cruiserweight Championship
- Independent Wrestling Association Mid-South
  - IWA Mid-South Heavyweight Championship (1 vez)
- NWA Upstate
  - NWA Upstate No Limits Championship (1 vez)
- Storm Championship Wrestling
  - SCW Light Heavyweight Championship (1 vez)
- Total Nonstop Action Wrestling
  - TNA X Division Championship (2 vezes)
  - "Finisher of the Year" (2004-2006) Canadian Destroyer
- Wrestling Observer Newsletter awards
  - Best Wrestling Maneuver (2004, 2005) Canadian Destroyer
  - Rookie of the Year (2004)
  - Worst Worked Match of the Year (2006) TNA Reverse Battle Royal no Bound for Glory